# Mostassa negra
La Mostassa negra,Mostalla negra o Jenabe (Brassica nigra) és una espècie de planta conreada que pertany a la família de les brassicàcies, comú a un clima temperat i que predomina sobretot al mediterrani.
A l'antiguitat, els francesos barrejaven la llavor de la mostassa (mustus ardens) amb raïm per fer el most, i així sorgí el nom anglès de mustard i el català de mostassa. Brassica prové del celta cabdell i juncea deriva del llatí i significa semblant al jonc.
És una espècie diferent de la mostassa més habitual, (Brassica campestris) però amb els mateixos usos.

## Ecologia
Aquesta planta es troba sobretot al Mediterrani: al Nord i Nord-est tropical; Asiàtic: temperat, que inclou l'oest asiàtic, Armènia, Kazakhstan i Xina, i tropical que inclou l'Índia, el Nepal i Pakistan. També es pot trobar per tot Europa. Al Principat, en trobem a la comarca de Girona de Catalunya i al País Valencià. Es pot trobar silvestre i ens alguns països cultivada, com per exemple Itàlia i Etiòpia.

## Descripció botànica
És una planta herbàcia anual, erecta i poc ramificada. És peluda a la base i glabre a la tija. Pot arribar a 2,5 metres d'alt. Les fulles tenen una disposició alternada i només les inferiors tenen pecíol.
Les flors són terminals petites, grogues, en espigues, amb quatre pètals que mesuren entre 7 i 9 mm i sèpals d'uns 4-5mm. S'agrupen en forma de raïm i surten des de l'estiu fins a principis de la tardor.
El fruit és en síliqua de fins a 2 cm de llarg que conté nombroses llavors d'un mm de diàmetre.

## Droga
La part útil de la planta és la llavor, que és pràcticament inodora quan no estan triturades. Quan es trituren i es barregen amb aigua, es desprèn una aroma especial que s'anomena essència de mostassa i el seu sabor ja és més fort, en concret és picant i ardent.

## Farmacologia
El 1882, Hieronymus va senyalar-li a la mostassa negra propietats:
- aperitives
- càustiques
- emètic
- digestives
- oftàlmiques

### Components químics
Conté mucílags, enzims, oli fix compost principalment per triglicèrids d'àcids grassos insaturats, sinigrina, essència de mostassa, mirosina, dextrosa i àcid potàssic. Reacciona amb l'enzim mirosinasa i allibera l'alil-tiocionat que és molt agressiu i volàtil. Per això es troba normalment inactiu i únicament s'activa per combatre problemes digestius.
Se sintetitzen composts sofrats i nitrogenats(glucosinolats) que contenen aquestes propietats.

### Ús medicinal
- Restrenyiment. La mostassa negra funciona com a purgant dissolvent-lo amb abundant aigua i prenent-ho molt sovint.
- Gastritis.Funciona per a regular la flora intestinal afegint als grans de mostassa aigua.
- Ciàtica.Per a aquest ús cal fer un cataplasma que inclou una maceració intensa.

### Accions farmacològiques
Les llavors de mostassa negra tenen poca importància a nivell medicinal. Es poden destacar algunes qualitats rubesfacients i antitumorals. Avui en dia s'està investigant amb els glucosinolats.
- La sinigrina reacciona amb l'enzim per formar l'essència de mostassa, el qual presenta una acció rubesfacient, vesicant i revulsiu. A nivell neuronal provoca un augment en la sensibilitat nociceptiva al calor, al qual està inhibida parcialment per inhibidors d'enzims.
- Oncologia experimental. Després de molts assaigs in vitro, s'ha descobert aquesta propietat antitumoral.
- Alguns estudis indiquen algunes propietats reguladores del colesterol sanguínies. Altres estudis demostren que l'obtenció d'essència de mostassa genera un efecte lacrimogen.

La mostassa negra és molt forta. Per això, cal tenir molta cura a l'hora de fer-lo servir contra accions farmacològiques.

### Toxicitat
S'ha observat per via interna que aquesta planta és tòxica. Algunes persones han desenvolupat reaccions anafilàctiques caracteritzats per gastritis, rinitis, broncoespasmes, convulsions epileptiformes o col·lapses cardiorespiratoris. Per via externa s'ha observat dermatitis. S'ha de prescriure únicament per a ús tòpic. Pot provocar l'avortament, problemes cardiorespiratoris i digestius. És important no abusar amb la quantitat de mostassa que s'utilitza.
En altes dosis provoca dolors còlics digestius, vòmits forts, diarrea, somnolència, dispnea, arrítmies cardíaques i coma. S'haurà de prendre carbó activat i hidrogencarbonat de sodi.
Contraindicacions: No administrar en casos d'úlcera gastroduodenal, trastorns circulatoris de membres, hipotiroidisme, embaràs, lactància.No aplicar per via externa a nens menors de 6 anys.

## Ús alimentari
En la cuina s'utilitzen les llavors una vegada seques i molturades.
On més s'utilitzen és en la cuina de l'Índia on formen part d'alguns curris com el panch phoron produït a Bengala i el sambaar podi de Maharashtra.
De les llavors també se n'obté un oli.

## Història
La mostassa data dels temps bíblics, on ha sigut mencionada, fins i tot en l'ús culinari d'Occident per 400 aC. Els xinesos van ser els primers a mencionar aquesta planta (per l'any 650 dC) en l'ús medicinal. Durant la I Guerra Mundial, es van sintetitzar composts sulfurats (mostassa sulfurada) amb la finalitat a l'àmbit medicinal d'actuar com a agents alquilants immunosupressors.

## Conreu
La mostassa negra prefereix zones riques i sorrenques. Com que aquesta planta és bastant baixa, no es pot recol·lectar mecànicament, i per això les llavors cauen molt ràpidament en madurar. Per aquesta raó és difícil trobar-la perquè la substitueixen per una altra que sí que es pot collir mecànicament (Brassica juncea).
La recol·lecció de la mostassa negra es fa quan la llavor comença a canviar de color.S'assequen i així pot acabar de madurar-se, per tal de prevenir perdre-les pel camp.
Actualment, aquesta planta està en desús.